# 838

## أحداث
- 22 يوليو - الحروب الإسلامية البيزنطية: جيش الإمبراطور ثيوفيلوس البيزنطي يتلقى هزيمة منكرة في معركة أنزن من قبل جيش المعتصم العباسي.
- أغسطس: فتح عمورية تحت قيادة الخليفة المعتصم.

## مواليد
- الطبري
- عمر بن محمد بن بجير

## وفيات
- أبو عبيد القاسم بن سلام